# Касимзаде, Энвер Али оглы
Энвер Али оглы Касимзаде (азерб. Ənvər Əli oğlu Qasımzadə; 12 февраля 1912, Сальяны — 12 марта 1969, Баку) — азербайджанский советский архитектор, член-корреспондент Академии наук Азербайджанской ССР (1967), заслуженный строитель Азербайджанской ССР (1960).

## Биография
Энвер Касимзаде родился 12 февраля 1912 года в городе Сальяны Бакинской губернии Российской империи в семье одного из первых в Азербайджане преподавателей русского языка и литературы Али-бека Касимова. В 1936 году окончил Азербайджанский политехнический институт в Баку. Ещё будучи студентом, Касимзаде работал в организации «Азгоспроект». С 1941 года был членом КПСС. С 1962 по 1968 год занимал должность ректора Азербайджанского политехнического института. Награждён 4 орденами (орденом Красного знамени, орденом Красной Звезды, орденами Отечественной войны I и II степени), а также медалями.

## Работы

Станция метро «Улдуз» в Баку. Архитектор Э. Касимзаде

- Здание гостиницы в Степанакерте (совместно с Энвером Исмайловым, 1941)[6];
- Жилой дом на улице Гуси Гаджиева в Баку (ныне — проспект Азербайджан, 1949)[7];
- Здание «Азнефтьпроекта» в Баку (1956)[3];
- Станция метрополитена «Улдуз» в Баку (1967)[3];
- Здание Министерства финансов Азербайджана в Баку[5];
- Здание главного корпуса Азербайджанского медицинского университета на улице Бакиханова в Баку[5];
- Типовые проекты многоэтажных жилых зданий для Баку[3].

## Сочинения
- Дадашев. Усейнов, М., 1951 (совместно с Ю. С. Яраловым);
- Проблемы развития азербайджанской советской архитектуры на современном этапе, Баку, 1967.

## Память

Мемориальная доска на стене дома в Баку, в котором жил Энвер Касимзаде

- Имя Энвера Касимзаде носят улицы в Баку и Саляне.
- На стене дома в Баку, в котором с 1948 по 1969 год жил Энвер Касимзаде установлена мемориальная доска.